# Импортная квота
Импортная квота — нетарифные количественные (стоимостной или натуральный) способы ограничения ввоза определенных товаров в страну. А также — экономический показатель, характеризующий значимость импорта для национального хозяйства в целом, а также для отдельных отраслей и производств, по различным видам продукции.